# 陳宇鎮
陳宇鎮（1996年7月5日—），安徽安慶人，中國大陸持不同政見者、YouTuber。曾就讀海南熱帶海洋學院音樂表演專業，期間於2016年到臺灣真理大學當交換生時，受在台研修期間的體會啟發，開始在推特批評中國大陸網路審查制度以及向友人提供VPN應用程式，2020年6月被中國政府指控涉嫌煽動顛覆國家政權罪和提供侵入、非法控制計算機信息系統程序、工具罪。2020年12月31日，陳宇鎮冒險闖關前往韓國留學，後陳宇鎮稱「遭到來自中國大陸公安的威脅」，以及被凍結所有信用卡和部分社交媒體，而無錢繳學費，遂離開韓國，目前定居於美國舊金山。

## 背景
陳宇鎮，曾用名「陳亮亮」，1996年出生於中國安徽省安慶市懷寧縣的一個貧困山區，自幼父母在中國各地打工，他則與祖父母一起生活，是中國眾多留守兒童中的一員。小時候，需要走幾公里山路才能到學校，這樣艱苦的童年經歷塑造了他早期艱苦奮鬥的人生觀。
中學時期，陳宇鎮曾是一位熱血的愛國青年，也就是俗稱的「小粉紅」。他在網路上經常參與辯論，甚至在網路出征海外為中國政府做辯護和讚頌，當時他自認為「為國家出征」是一種榮耀。然而，這一切在2016年開始發生了轉變，陳宇鎮入選2016年赴台交換生選拔，在台灣短暫的四個月學習和生活經歷顛覆了他對政治和社會的看法，他開始質疑以前的觀點，並對台灣的民主制度產生了改觀，甚至理解並逐漸認同。
回到中國大陸後，他常常實名在微信、推特等社群平台評論中國時事政治、以及分享翻牆技術，最終於2020年6月在中國海南省三亞市被異地警方跨地抓捕。
被捕經歷以及嚴格的防疫政策加劇了他對中國政治環境的不滿，最終在2020年12月31日冒險闖關離境，最終成功抵達韓國首爾，並在慶熙大學研修。
在韓國研修期間，陳宇鎮創立了YouTube頻道「陳老師來了」，繼續透過社群媒體分享他對中國政治、社會議題的看法，迅速獲得了廣泛關注。
2021年5月，陳宇鎮接受了韓國本土政治節目的專訪，相關節目播出後第二天，遠在中國安徽的家人紛紛遭到中國警方上門調查，並要求家人脅迫陳宇鎮回國，由於陳宇鎮堅決不回國的態度，中國警方停用其社群媒體和銀行帳戶作為回應，意在透過經濟壓力迫使他回國，而陳宇鎮非但不為所動，反而在社群媒體上頻繁表示不會回國的決心。由於中國警方凍結其在中國的資產，陳宇鎮無法負擔高昂的留學費用和生活費用，迫使陳宇鎮選擇離開韓國。由於全球疫情大流行，各國領事館關閉及簽證效力中止的窘境，唯一僅有美國大使館及美國簽證仍然運作，但在大家都不看好的狀況下，陳宇鎮仍然選擇申請美國簽證，因為當時美國疫情最為嚴重，在全球疫情大流行的背景下，加上美國簽證對於中國申請人拒簽率居高不下的現實層面，大家認為其獲得美國簽證的可能性太渺茫，但陳宇鎮最終成功獲得美國簽證並於2021年9月22日抵達美國紐約。

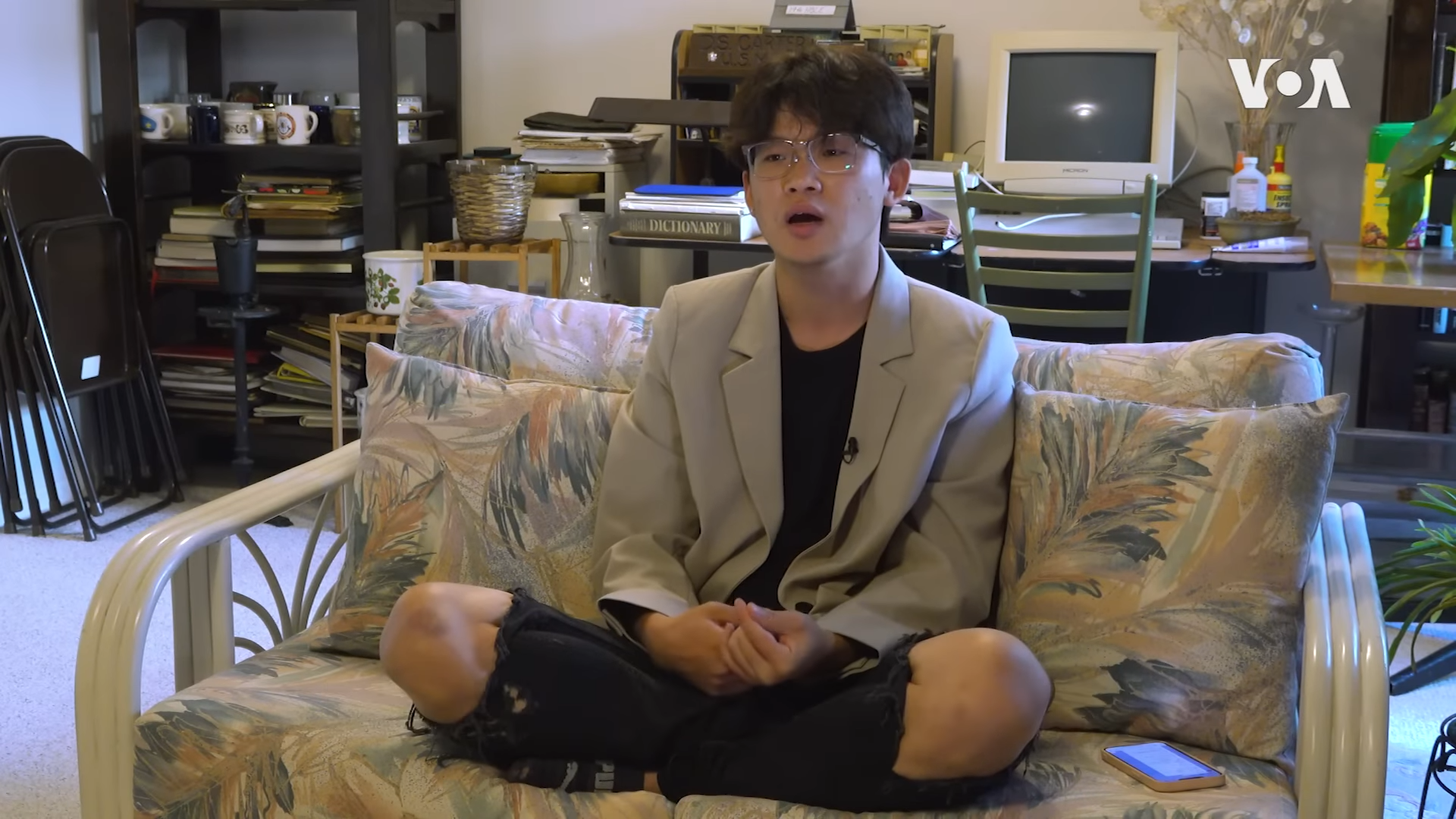
2022年，陳宇鎮在美國華府接受美國之音的專訪